# Сенная (река, впадает в Мурамозеро)
Сенная — река в России, протекает по территории Амбарнского сельского поселения Лоухского района Республики Карелии. Длина реки — 13 км, площадь водосборного бассейна — 123 км².
Река берёт начало из ламбины без названия на высоте 79,2 м над уровнем моря и далее течёт преимущественно в северо-восточном направлении по заболоченной местности.
Река в общей сложности имеет 20 малых притоков суммарной длиной 29 км.
На своём пути Сенная протекает через озёра Сенную Ламбину, Моисееву Ламбину и Вангозеро.
Впадает на высоте 66,2 м над уровнем моря в Мурамозеро, через которое протекает река Воньга, впадающая, в свою очередь, в Белое море.
Населённые пункты на реке отсутствуют.
Код объекта в государственном водном реестре — 02020000712102000002278.